# Microplidus flavidus
Microplidus flavidus är en skalbaggsart som beskrevs av Moser 1918. Microplidus flavidus ingår i släktet Microplidus och familjen Melolonthidae. Inga underarter finns listade i Catalogue of Life.